# Dimiter Hristov
Dimiter Yordanov Hristov (Christoff) (født 2. oktober 1933 i Sofia, Bulgarien, død 26. februar 2017) var en bulgarsk komponist, professor, lærer, musikteoretiker, musikhistoriker og musikforsker.
Hristov hører til en af Bulgariens fremmeste komponister i den moderne klassiske musik. Han studerede hos Marin Goleminov på State Academy of Music i Sofia. Han har skrevet 3 symfonier, orkesterværker, kammermusik, 3 violinkoncerter, cellokoncert, 3 klaverkoncerter, vokalværker, 2 operaer, korværker etc.
Hristov var også professor og lærer i teori og polyfoni på State Academy of Music, Sofia University og New Bulgarian University.
Hans kompositions stil var moderne avantgardistisk og ekspressionistisk, og han gav musikken et teatralsk frit rum til at udfolde sig i.
Hristov udforskede også den bulgarske musiks rødder helt tilbage til de tidligste komponister og folkeslag.

## Udvalgte værker
- Symfoni nr. 1 (symfoni i to satser) (1958) - for orkester
- Symfoni nr. 2 (1964) - for orkester
- Symfoni nr. 3 (1968) - for orkester
- Sinfonietta (1956) - for strygere
- Sinfonia Concertante (1977) - for cello og orkester
- Sinfonietta (1993) - for blæsergruppe og slagtøj
- 3 Violinkoncerter - (1965, 1996, 1996) - for violin og orkester
- 3 Klaverkoncerter - (1955, 1982, 1991) - for klaver og orkester